# Dorfen (Icking)
Dorfen ist ein Ortsteil der oberbayerischen Gemeinde Icking im Landkreis Bad Tölz-Wolfratshausen.

## Lage
Das Kirchdorf liegt 3,5 km südwestlich des Kernortes Icking und 1,5 km nordwestlich von Wolfratshausen. Dorthin ist jedoch eine steile Serpentinenstrecke mit ca. 70 m Höhenunterschied zu überwinden. Unweit östlich fließt die Loisach.
Die Staatsstraße 2070 durchquert den Ort und mündet in die am östlichen Ortsrand verlaufende Bundesstraße 11. Im Westen befindet sich die A 95.
Der Bahnhof Wolfratshausen mit der S-Bahn-Linie S7 ist etwa 1,3 km entfernt.

## Geschichte
Am 1. Mai 1978 wurde die Gemeinde Dorfen nach Icking eingemeindet. Sie hatte 1964 eine Fläche von 623,67 Hektar und bestand aus den fünf Gemeindeteilen  Dorfen, Alpe, Attenhausen, Gut Meilenberg und Schlederloh.

## Sehenswürdigkeiten
In Dorfen stehen eine Reihe von privaten und öffentlichen Bauten aus dem frühen 18. Jahrhundert, darunter die barocke Kirche St. Johannes Baptist und einige noch heute bewohnte Bauernhäuser dieser Zeit.
In der Liste der Baudenkmäler in Dorfen sind sechs Baudenkmäler aufgeführt.

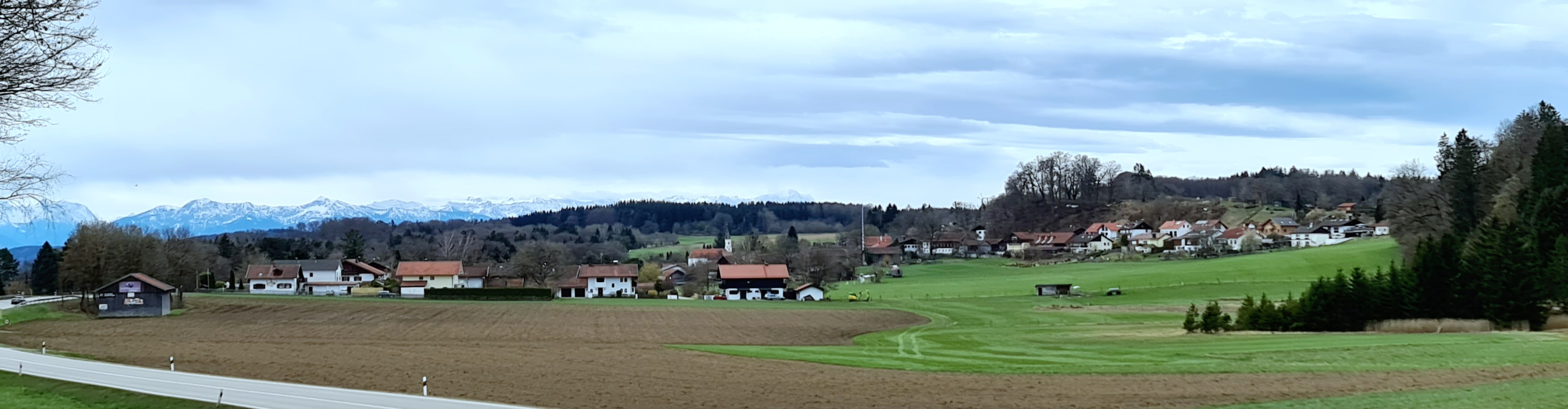
Gesamtansicht von Nordosten

## Persönlichkeiten (Auswahl)
- Karl Wilhelm Diefenbach, Maler und Sozialreformer, wohnte und wirkte zeitweilig in Dorfen[4]
- Hugo Höppener („Fidus“), Maler, Illustrator und bedeutender Vertreter der Lebensreform, wohnte und wirkte zeitweilig in Dorfen
- Fridolin von Spaun, deutscher politischer Aktivist, Archivbegründer und Familienforscher, wohnte und wirkte nach 1945 jahrzehntelang in Dorfen